# Mistrzostwa Świata w Lekkoatletyce 1995 – bieg na 110 m przez płotki mężczyzn
Bieg na 110 m przez płotki mężczyzn – jedna z konkurencji rozgrywanych podczas mistrzostw świata w lekkoatletyce w 1995. Eliminacje i ćwierćfinały odbyły się 11 sierpnia, półfinały i finał zaś rozegrano 12 sierpnia.
Do konkursu zgłoszonych zostało 48 zawodników z 30 państw.
Zawody w tej konkurencji wygrał reprezentant Stanów Zjednoczonych Allen Johnson. Drugą pozycję zajął zawodnik z Wielkiej Brytanii Tony Jarrett, trzecią zaś rodak zwycięzcy Roger Kingdom.

## Wyniki

### Eliminacje
Bieg 1
| Miejsce | Zawodnik        | Państwo           | Wynik |
| ------- | --------------- | ----------------- | ----- |
| 1.      | Jack Pierce     | Stany Zjednoczone | 13,48 |
| 2.      | Emilio Valle    | Kuba              | 13,55 |
| 3.      | Andrew Tulloch  | Wielka Brytania   | 13,69 |
| 4.      | Kai Kyllönen    | Finlandia         | 13,81 |
| 5.      | Frank Asselman  | Belgia            | 13,85 |
| 6.      | Aleksandr Jenko | Mołdawia          | 13,97 |
| 7.      | Emmanuel Romary | Francja           | 14,11 |
| 8.      | Sean Cahill     | Irlandia          | 14,33 |

Bieg 2
| Miejsce | Zawodnik              | Państwo   | Wynik |
| ------- | --------------------- | --------- | ----- |
| 1.      | Florian Schwarthoff   | Niemcy    | 13,45 |
| 2.      | Kyle Vander-Kuyp      | Australia | 13,47 |
| 3.      | Dan Philibert         | Francja   | 13,60 |
| 4.      | Johan Lisabeth        | Belgia    | 13,76 |
| 5.      | Herwig Röttl          | Austria   | 13,85 |
| 6.      | Gaute Melby Gundersen | Norwegia  | 13,95 |
| 7.      | Pedro Chiamulera      | Brazylia  | 14,33 |
| 8.      | Mahesh Perera         | Sri Lanka | 14,64 |

Bieg 3
| Miejsce | Zawodnik         | Państwo         | Wynik |
| ------- | ---------------- | --------------- | ----- |
| 1.      | Antti Haapakoski | Finlandia       | 13,50 |
| 2.      | Eric Kaiser      | Niemcy          | 13,63 |
| 3.      | Gheorghe Boroi   | Rumunia         | 13,65 |
| 4.      | Neil Owen        | Wielka Brytania | 13,74 |
| 5.      | Levente Csillag  | Węgry           | 13,75 |
| 6.      | Tim Kroeker      | Kanada          | 13,76 |
| 7.      | Wagner Marseille | Haiti           | 14,03 |
| 8.      | Arturo Rodríguez | Chile           | 14,11 |

Bieg 4
| Miejsce | Zawodnik        | Państwo           | Wynik |
| ------- | --------------- | ----------------- | ----- |
| 1.      | Roger Kingdom   | Stany Zjednoczone | 13,35 |
| 2.      | Erik Batte      | Kuba              | 13,44 |
| 3.      | Chen Yanhao     | Chiny             | 13,58 |
| 4.      | Claes Albihn    | Szwecja           | 13,60 |
| 5.      | Guntis Peders   | Łotwa             | 13,76 |
| 6.      | Walmes de Souza | Brazylia          | 13,84 |
| 7.      | Jonathan Nsenga | Belgia            | 13,84 |
| 8.      | Carlos Sala     | Hiszpania         | 14,01 |

Bieg 5
| Miejsce | Zawodnik             | Państwo           | Wynik |
| ------- | -------------------- | ----------------- | ----- |
| 1.      | Allen Johnson        | Stany Zjednoczone | 13,44 |
| 2.      | Robert Foster        | Jamajka           | 13,49 |
| 3.      | Vincent Clarico      | Francja           | 13,67 |
| 4.      | Patrik Torkelson     | Szwecja           | 13,72 |
| 5.      | Sven Göhler          | Niemcy            | 13,74 |
| 6.      | Jyrki Kähkönen       | Finlandia         | 13,77 |
| 7.      | Giennadij Dakszewicz | Rosja             | 13,82 |
| 8.      | Gunnar Schrör        | Szwajcaria        | 13,95 |

Bieg 6
| Miejsce | Zawodnik              | Państwo         | Wynik |
| ------- | --------------------- | --------------- | ----- |
| 1.      | Tony Jarrett          | Wielka Brytania | 13,57 |
| 2.      | Igor Kováč            | Słowacja        | 13,66 |
| 3.      | Igors Kazanovs        | Łotwa           | 13,74 |
| 4.      | Niklas Eriksson       | Szwecja         | 13,85 |
| 5.      | Joilto Bonfim         | Brazylia        | 13,91 |
| 6.      | William Erese         | Nigeria         | 13,92 |
| 7.      | Nur Herman Majid      | Malezja         | 14,19 |
| 8.      | Prodromos Katsandonis | Cypr            | 14,28 |

### Ćwierćfinały
Bieg 1
| Miejsce | Zawodnik         | Państwo           | Wynik |
| ------- | ---------------- | ----------------- | ----- |
| 1.      | Kyle Vander-Kuyp | Australia         | 13,29 |
| 2.      | Roger Kingdom    | Stany Zjednoczone | 13,32 |
| 3.      | Robert Foster    | Jamajka           | 13,60 |
| 4.      | Andrew Tulloch   | Wielka Brytania   | 13,62 |
| 5.      | Jonathan Nsenga  | Belgia            | 13,67 |
| 6.      | Vincent Clarico  | Francja           | 13,86 |
| –       | Niklas Eriksson  | Szwecja           | DNF   |
| –       | Sven Göhler      | Niemcy            | DNF   |

Bieg 2
| Miejsce | Zawodnik         | Państwo           | Wynik |
| ------- | ---------------- | ----------------- | ----- |
| 1.      | Jack Pierce      | Stany Zjednoczone | 13,34 |
| 2.      | Igor Kováč       | Słowacja          | 13,40 |
| 3.      | Antti Haapakoski | Finlandia         | 13,57 |
| 4.      | Neil Owen        | Wielka Brytania   | 13,82 |
| 5.      | Patrik Torkelson | Szwecja           | 13,84 |
| 6.      | Tim Kroeker      | Kanada            | 13,88 |
| 7.      | Walmes de Souza  | Brazylia          | 13,91 |
| 8.      | Chen Yanhao      | Chiny             | 18,02 |

Bieg 3
| Miejsce | Zawodnik            | Państwo         | Wynik |
| ------- | ------------------- | --------------- | ----- |
| 1.      | Tony Jarrett        | Wielka Brytania | 13,23 |
| 2.      | Florian Schwarthoff | Niemcy          | 13,24 |
| 3.      | Dan Philibert       | Francja         | 13,43 |
| 4.      | Emilio Valle        | Kuba            | 13,47 |
| 5.      | Claes Albihn        | Szwecja         | 13,52 |
| 6.      | Johan Lisabeth      | Belgia          | 13,77 |
| 7.      | Guntis Peders       | Łotwa           | 13,84 |
| 8.      | Jyrki Kähkönen      | Finlandia       | 13,98 |

Bieg 4
| Miejsce | Zawodnik             | Państwo           | Wynik |
| ------- | -------------------- | ----------------- | ----- |
| 1.      | Erik Batte           | Kuba              | 13,44 |
| 2.      | Eric Kaiser          | Niemcy            | 13,50 |
| 3.      | Allen Johnson        | Stany Zjednoczone | 13,54 |
| 4.      | Igors Kazanovs       | Łotwa             | 13,55 |
| 5.      | Gheorghe Boroi       | Rumunia           | 13,79 |
| 6.      | Levente Csillag      | Węgry             | 13,92 |
| 7.      | Giennadij Dakszewicz | Rosja             | 14,11 |
| –       | Kai Kyllönen         | Finlandia         | DNF   |

### Półfinały
Bieg 1
| Miejsce | Zawodnik         | Państwo           | Wynik |
| ------- | ---------------- | ----------------- | ----- |
| 1.      | Allen Johnson    | Stany Zjednoczone | 13,25 |
| 2.      | Jack Pierce      | Stany Zjednoczone | 13,27 |
| 3.      | Emilio Valle     | Kuba              | 13,27 |
| 4.      | Kyle Vander-Kuyp | Australia         | 13,36 |
| 5.      | Igor Kováč       | Słowacja          | 13,45 |
| 6.      | Antti Haapakoski | Finlandia         | 13,54 |
| 7.      | Andrew Tulloch   | Wielka Brytania   | 13,62 |
| 8.      | Eric Kaiser      | Niemcy            | 13,71 |

Bieg 2
| Miejsce | Zawodnik            | Państwo           | Wynik |
| ------- | ------------------- | ----------------- | ----- |
| 1.      | Tony Jarrett        | Wielka Brytania   | 13,19 |
| 2.      | Roger Kingdom       | Stany Zjednoczone | 13,36 |
| 3.      | Erik Batte          | Kuba              | 13,39 |
| 4.      | Dan Philibert       | Francja           | 13,49 |
| 5.      | Robert Foster       | Jamajka           | 13,55 |
| 6.      | Igors Kazanovs      | Łotwa             | 13,61 |
| 7.      | Neil Owen           | Wielka Brytania   | 13,92 |
| –       | Florian Schwarthoff | Niemcy            | DNF   |

### Finał
| Miejsce | Zawodnik         | Państwo           | Wynik |
| ------- | ---------------- | ----------------- | ----- |
| 01 !    | Allen Johnson    | Stany Zjednoczone | 13,00 |
| 02 !    | Tony Jarrett     | Wielka Brytania   | 13,04 |
| 03 !    | Roger Kingdom    | Stany Zjednoczone | 13,19 |
| 4.      | Jack Pierce      | Stany Zjednoczone | 13,27 |
| 5.      | Kyle Vander-Kuyp | Australia         | 13,30 |
| 6.      | Dan Philibert    | Francja           | 13,34 |
| 7.      | Erik Batte       | Kuba              | 13,38 |
| 8.      | Emilio Valle     | Kuba              | 13,43 |